# Касосская резня
Разрушение и резня на острове Касос в мае 1824 г. — эпизод Освободительной войны Греции 1821—1829 годов.

## Касос
Касос — крохотный остров архипелага Додеканес, расположенный северо-восточнее острова Крит. Скалистый островок со скудной природой, практически ничего не производивший. Море кормило остров, а большинство его жителей были моряками. Десятилетиями воюя на море с алжирскими пиратами, касиоты приобрели тем самым и боевой морской опыт.
Остров населялся только греками и к началу Греческой революции (1821 год) его население достигало 3500 человек. Флот этого крошечного острова был четвёртым по размеру и значению после флотов островов Идра, Спеце и Псара, насчитывая 15 вооруженных бригов с 1 тысячей моряков.

## Греческая революция
Касос восстал первым среди Додеканесских островов. Восстание возглавил капитан Теодор Кантарцоглу..
В отличие от флотов трёх других островов, касиоты, за редкими исключениями, предпочитали действовать самостоятельно, совершая дерзкие налеты на корабли и побережье всего Восточного Средиземноморья.
Касиоты долгие годы досаждали Египту, включая их смелый налёт в сентябре 1822 года на Дамиетту, где они захватили 13 египетских кораблей. В октябре того же года касиоты захватили 6 турецких кораблей возле острова Кипр и 5 — возле египетской Александрии. Касиоты не ограничивали себя только мусульманскими кораблями, но захватывали и европейские суда, шедшие с грузами в османские порты.
После греческих побед 1821—1822 годов (осада Триполицы, битва при Дервенакии) султан Махмуд II был вынужден обратиться за помощью к своему номинальному египетскому вассалу Мухаммеду Али, обладавшему армией и флотом, организованными по европейскому образцу. Когда Мухаммед Али принял предложение султана, стало более чем очевидно, что кроме основных целей экспедиции, Касос станет одной из первых побочных её целей.

## Накануне
В начале 1824 года к населению острова прибавились и 2000 беженцев с Крита. 500 беженцев, под командованием Д. Курмулиса и Астриноса, были вооружены. Так население острова достигло на тот момент 6000 человек.
Египетский флот под командованием Измаил-Гибралтара, появился у острова 14 мая. Египетская эскадра насчитывала 4 фрегата, 6 корветов и 10 бригов. Это была пока что только разведка. В своем письме от 17 мая «все жители Касоса, слезно просили правительство об оказании помощи». Ответное письмо правительства от 27 мая гласило: «в казне нет денег для жалованья экипажам, как только будут получены деньги займа». Однако Измаил-Гибралтар не ждал, пока у греческого правительства появятся деньги, чтобы оказать помощь Касосу..

## Святая Марина
Флот Измаил-Гибралтара появился снова 27 мая, на этот раз на борту кораблей было 3000 солдат Хусейн-бея. Касиоты и критяне ждали их за наспех сооруженными бастионами на побережье Святой Марины — самом удобном месте для высадки.
Двое суток корабли Измаил-Гибралтара обстреливали касиотов, выпустив в общей сложности около 4000 ядер.
К концу вторых суток 14 шлюпов с войсками предприняли высадку. Все касиоты и критяне ринулись отражать высадку. Но с наступлением сумерек Хусейн-бей с 2000 солдат на 24 шлюпах высадился у скал Антиперато, которые защищали только 6 касиотов. Разделавшись с ними, турки, ведомые жившим на Родосе предателем-касиотом, на заре вышли в тыл защитникам Св. Марины. Никакой надежды у защитников не осталось. Часть из них разбежалась, пытаясь каждый в отдельности спасти свою семью, часть сдалась.. Только 40 защитников под командованием Маркоса Маллиаракиса, он же Дьяк Марк, сражались до конца и пали до последнего.

## Резня
Резня населения острова продолжалась 24 часа и прекратилась только по приказу Измаил-Гибралтара. Половина касиотов и беженцев была вырезана. Погрузив на свои и захваченные 15 касиотских кораблей 2000 жителей и беженцев, Измаил отправил их на невольничьи рынки Египта. Кроме того, у Измаила не хватало моряков и 500 касиотам пришлось принять предложение служить на его кораблях в обмен на право выкупа своих семей. Остров стал практически необитаемым.

## Эпилог
Касос остался вне пределов воссозданного Греческого государства. Касиоты постепенно снова заселили свою скалу. В 1911 году, после поражения Турции в итало-турецкой войне, остров, как и весь архипелаг Додеканес, перешёл под контроль Италии. Острова Додеканес, и Касос в их числе, воссоединились с Грецией после Второй мировой войны, в 1948 году.
Ежегодно островитяне отмечают события 1824 года, поминают погибших в бою и во время резни.